# Первый Брагский собор
Пе́рвый Бра́гский собо́р (лат. Synodus Bracarensis prima) — поместный собор Брагской митрополии, состоявшийся 1 мая 561 года в городе Брага (современная Португалия).
Собор иерархов Брагской митрополии, охватывающей в то время всю территорию королевства свевов, был созван по инициативе епископа Думио святого Мартина и при поддержке короля Ариамира. Главными целями собора были официальное закрепление факта перехода свевов из арианства в ортодоксальное христианство и принятие мер против присциллианской ереси. На соборе присутствовали 8 епископов, председательствовал епископ Браги Лукреций.
После оглашения актов собора, состоявшегося в Галисии в 447 году, и текста письма папы римского Льва I Великого епископу Асторги Турибию, участвовавшие в Первом Брагском соборе епископы приняли 39 канонов, из которых первые три являлись подтверждением приверженности церкви Свевского государства Никейскому Символу веры, в том числе единосущию Отца, Сына и Святого Духа. Каноны с четвёртого по семнадцатый были посвящены осуждению присциллианства: например, анафема накладывалась на тех, кто считал, что Сатана не создан Богом, а является равным ему по происхождению (канон № 7), тех, кто считал Сатану причиной грома, молний, бурь и засух (канон № 8) и создателем человеческого тела (канон № 12), тех, кто верил в действие звёзд на душу человека (канон № 9) и тех, кто осуждал брачные узы между мужчиной и женщиной (канон № 11). Каноны с восемнадцатого по тридцать девятый рассматривали спорные догматические вопросы: в том числе, канон № 20 постановлял, что священники должны приветствовать мирян словами «Благослови Вас Господь», канон № 21 устанавливал порядок мессы, канон № 25 запрещал епископам рукополагать священников в других епархиях без согласия местного архиерея, канон № 32 запрещал любому общаться с отлучённым от церкви, канон № 34 устанавливал, что самоубийц, казнённых и оглашенных нельзя хоронить на общих кладбищах, а канон № 35, что все кладбища должны находиться за пределами поселений.
В 563 году каноны, принятые Первым Брагским собором, были одобрены папой римским Иоанном III. Акты этого собора являются единственным достоверным историческим источником, позволяющим приблизительно датировать время начала правления короля свевов Ариамира и упоминающим некоторых из участвовавших в соборе епископов.
Акты собора
- Incipiunt gesta synodi Bracarensis (лат.). Benedictus Levita. — извлечение из Кодекса № 1341 Ватиканской апостольской библиотеки. Дата обращения: 30 октября 2009. Архивировано 9 апреля 2012 года.